# Lewis McCartney
Lewis McCartney es el personaje coprotagonista, caracterizado por Angus McLaren, de la serie adolescente australiana H2O: Just Add Water. Es un chico adolescente que ha sido siempre amigo de Cleo Sertori, y tras su transformación y la de sus amigas Rikki Chadwick y Emma Gilbert, se convierten en íntimos, llegando a tener una relación sentimental.

## Sobre él
Es un chico que ha obtenido siempre unos resultados académicos excelentes, considerándose a sí mismo un científico y amante de la pesca. Según la serie, Lewis tiene 4 hermanos, pero tan solo uno, Lenny, aparece en la serie.
Lewis está pendiente de las chicas, y les presta su ayuda siempre que es necesario, resaltando sobre todo, los días de Luna Llena, los cuales Emma, Cleo y Rikki pueden llegar a perder el control sobre sí mismas. Durante la tercera temporada, aparece Bella Hartley, una sirena que proviene de Irlanda, la cual acaba congeniando con Cleo y Rikki, así como con él.
Respecto a su personalidad, Lewis es muy listo e inteligente, es por esta razón por la cual las protagonistas deciden confiarles su secreto. Él intenta protegerlas a ellas y a su secreto con tal de que nunca salga a la luz. Le encanta inventar cosas, y dada su pasión por la pesca, crea inventos para mejorar su pasatiempo, como un anzuelo y forma parte de las competiciones de pesca que se organizan. En otras ocasiones, Lewis parece ser un chico solitario, ya que no tiene mucha interacción con otras personas que no sean Emma, Cleo o Rikki. Sin embargo, si que ha pasado mucho tiempo con Zane Bennett, el novio de Rikki, con tal de ayudar o salvar a las chicas para mantener el secreto, aunque no se consideran amigos cercanos.

## Relaciones sentimentales
Durante la segunda temporada, Lewis mantiene una relación sentimental con Charlotte Watsford, la cual se convierte en una antagonista, cuando descubre el secreto de las chicas y consigue transformarse en una sirena como ellas. Pero su comportamiento de envidia hacia las protagonistas, y en especial Cleo, y su poco control con respecto a sus poderes, hace que poco a poco, él se vaya alejando de ella y dándose cuenta de lo que realmente pretende: apartarlo de sus amigas.
En la tercera temporada, Lewis mantiene una relación con Cleo, y recibe una beca de estudios en América. Decide aceptarla, y se muda una temporada allí, por lo que desaparece de la serie hasta el último capítulo, donde reaparece en la graduación de las chicas, sorprendiendo así a Cleo que no esperaba que estuviese.